# Csekonics Iván
Doktor zsombolyai és janovai gróf Csekonics Iván Mária Keresztély János Endre (Zsombolya, 1876. december 31. – 1951) politikus, diplomata, varsói magyar követ.

## Élete
Édesapja gróf Csekonics Endre, édesanyja, gróf Cziráky Konstancia. A Budapesti Tudományegyetemen állam- és jogtudományokból doktorált 1900-ban. Még abban az évben megkezdte diplomáciai pályafutását, az Osztrák–Magyar Monarchia vatikáni követségi attaséja lett. Ezután követségi titkárként működött a monarchia szentpétervári (1905–1908), párizsi (1908-1909), londoni (1909–1911), washingtoni (1911-1912), stockholmi (1912-1913), és berlini (1913) nagykövetségén. Előlépett követségi tanácsossá, ekkor Bukarestben szolgált 1913-tól 1914-ig, majd az I. világháború előtt rövid ideig a varsói főkonzulátuson, végül a konstantinápolyi nagykövetségen 1914-től 1918-ig. A német megszállás alatt lévő Varsóban az Osztrák-Magyar Monarchia kirendeltségvezetője, a központi hatalmak kapitulációja után felszólamlási biztos. Később a magyar Külügyminisztérium követségi tanácsosa, majd rendkívüli követ, meghatalmazott miniszter. Csekonics Iván hozta létre Magyarország varsói követségét, aminek 1919-től 1922-ig vezetője volt. Legitimista magatartása miatt azonban 1922-ben rendelkezési állományba helyezték, 1923-ban pedig nyugdíjazták.
A két világháború között a pártokon felül álló legitimista mozgalom egyik vezető személyisége, annak legátfogóbb szervezetének, a Magyar Férfiak Szent Korona Szövetségének elnöke 1935-től. Később a Központi Sajtóvállalat végrehajtó bizottságának elnöke. Érdekes módon a Parlament mindkét házának volt tagja. 1931 és 1935 között a Képviselőház tagja, Szombathely képviselője volt a Keresztény Gazdasági és Szociális Párt színeiben. 1937 és 1944 között pedig az örökös jogú főrendi családok küldötteként a Felsőház tagja volt.
Csekonics Iván még a Magyar–Lengyel Kereskedelmi Kamara elnöke, Magyar–Lengyel Egyesület társelnöke, a Magyar Külügyi Társaság társelnöke, valamint a Society of the Hungarian Quarterly ügyvezető alelnöke is volt.